# Garegin Nzjdehtorget (tunnelbanestation)
Garegin Nzjdehtorget (armeniska: Գարեգին Նժդեհի Հրապարակ: Garegin Nzjdehi Hraparak) är en tunnelbanestation på Jerevans tunnelbana i Armeniens huvudstad Jerevan. Den ligger i distriktet Sjengavit och är ändhållplats.
Tunnelbanestationen öppnades den 4 januari 1987 som Suren Spandarjan-torgets tunnelbanestation, liksom torget döpt efter den armeniske revolutionären och författaren Suren Spandarjan (1882–1916). Samtidigt med Garegin Nzjdehtorget döptes stationen om den 25 maj 1991, efter den armeniske politikern och militären Garegin Nzjdeh (1886–1955). En staty av Suren Spandarjan står kvar på torget utanför stationen.

## Bildgalleri

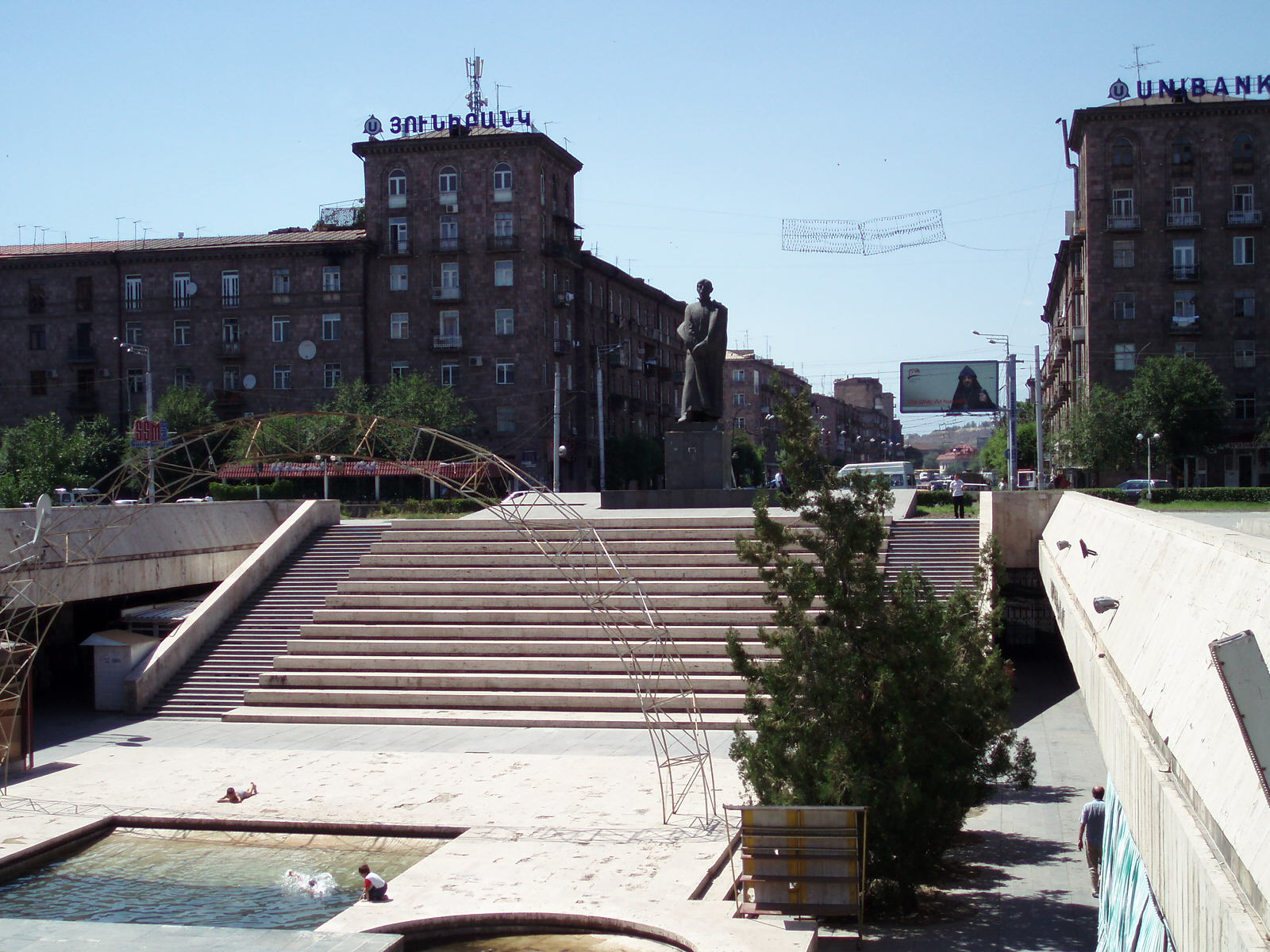
Ingång till stationen, med statyn av  Suren Spandarjan
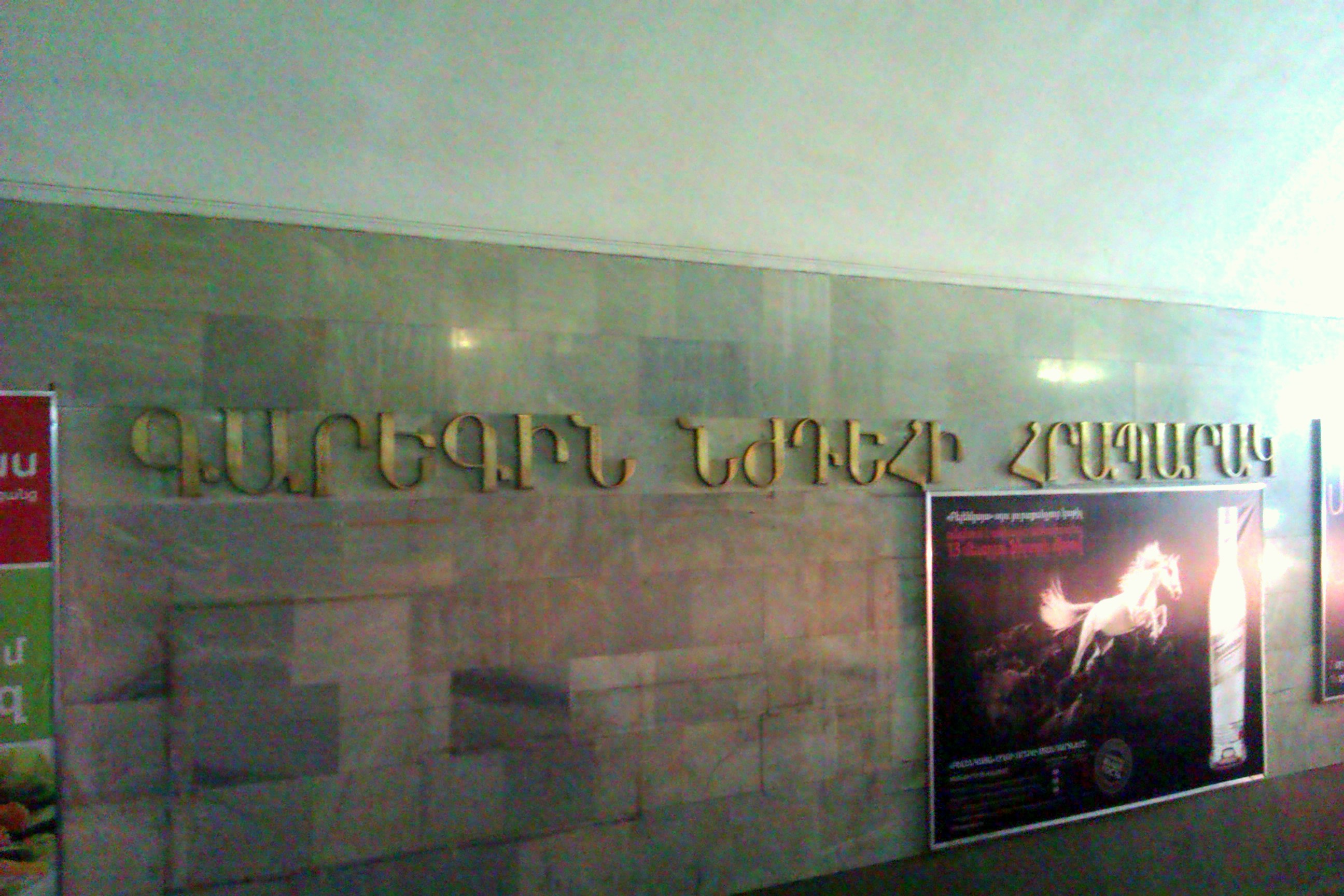
Stationsineriör